# Coldspring (Nowy Jork)
Coldspring – miasto w Stanach Zjednoczonych, w stanie Nowy Jork, w hrabstwie Cattaraugus.